# Michael von Albrecht
Michael von Albrecht (n. 22 de agosto de 1933 en Stuttgart) es un filólogo clásico alemán.

## Biografía
Hijo del compositor Georg von Albrecht. Primero frecuentó la escuela superior de música de Stuttgart, donde recibió el diploma de estado en 1955. Luego estudio Filología clásica en París e indiología en Tubinga donde se recibió el doctorado. En 1964 recibe la habilitación. El mismo año se convierte en profesor permanente de la universidad de Heidelberg, donde trabajó hasta 1988, cuando pasó a convertirse en profesor emérito. En 1977/1978, fue profesor extraordinario de la universidad de Ámsterdam y en 1981 del Institute for Advanced Study en Princeton. 
Michael von Albrecht ha destacado por su trabajo sobre la música en la antigüedad, la literatura romana y la literatura comparada. Son de resaltar sus dos volúmenes de la historia romana, disponibles ya en varios idiomas. Por otra parte se distigue por sus traducciones de obras latinas, principalmente de Virgilio y de Ovidio. 
Por su obra de traducción recibió en el 2004 el premio Johann Heinrich Voss de traducción.

## Obra
- 1964 Silius Italicus: Freiheit und Gebundenheit römischer Epik
- 1968 Ovid (Wege der Forschung; Mitherausgeber)
- 1971 Meister römischer Prosa von Cato bis Apuleius
- 1972 Goethe und das Volkslied
- 1972 Der Teppich als literarisches Motiv
- 1973 Marcus Tullius Cicero, Sprache und Stil
- 1977 Poesie
- 1987 Die römische Literatur in Text und Darstellung (Hrsg. von Bd. 3)
- 1989 Scripta Latina
- 1992 Geschichte der römischen Literatur (2. Auflage 1994; Besprechung)
- 2000 Das Buch der Verwandlungen
- 2000 Vergil, Eklogen
- 2006 'Vergil' .Bucolica, Georgica, Aeneis. Eine Einführung. Heidelberg, 2006.